# Stour Row
Stour Row – wieś w Anglii, w hrabstwie Dorset. Leży 34 km na północ od miasta Dorchester i 159 km na zachód od Londynu.